# Jerzy Jastrzębowski (1937–2022)
Jerzy Michał Jastrzębowski (ur. 27 września 1937 w Warszawie, zm. 24 października 2022) – polski działacz opozycyjny, działacz „Solidarności”, publicysta.

## Życiorys
Był absolwentem X Szkoły Ogólnokształcącej TPD w Warszawie (1954) i Uniwersytetu Warszawskiego. W latach 1959–1981 był pracownikiem Polskiego Radia dla Zagranicy.
W 1981 został członkiem pierwszej Komisji Krajowej NSZZ "S". W noc stanu wojennego uciekł z obławy. Po aresztowaniu Zbigniewa Romaszewskiego latem 1982 został koordynatorem warszawskiego podziemnego Radia Solidarność. W 1983 przebywał w więzieniu przy Rakowieckiej.
Publicysta, współpracownik „Kultury” paryskiej i „Zeszytów Historycznych” (1984–1990), „Tygodnika Powszechnego” (1986–1991), „Rzeczpospolitej” (1993–2005) i innych.
Fundator stypendiów m.in. w Studium Europy Wschodniej UW i w ramach Funduszu Nowego Tysiąclecia Jana Pawła II.
Został pochowany w grobie rodzinnym na cmentarzu Powązkowskim w Warszawie (kwatera 162-5-16/17).